# Karen Ankersted
Karen Marie Ankersted Hansen, född 18 juli 1859 på Stenbjerggaard i Ishøj socken, död 6 november 1921 i Köpenhamn, var en dansk lärarinna och politiker för Det Konservative Folkeparti. Hon har gått till historien då hon var en av de första kvinnorna i Danmark som blev invald till såväl kommunala uppdrag som till den danska riksdagens båda kamrar. Hon är således även en viktig profil inom Det Konservative Folkepartis kvinnohistoria, då hon också var en av de första kvinnorna som representerade partiet på de flesta av de politiska nivåerna.

## Bakgrund
Karen Ankersted var dotter till lantmannen Niels Hansen och dennes hustru Marie Hansen, född Nielsen. Hon blev dock överlämnad till en kvinna i Köpenhamn, Hanne Kopp, när hon var sex månader gammal. Som 17-åring tillbringade Ankersted sommaren vid Testrup Højskole innan hon den påföljande hösten började utbilda sig till privatlärarinna vid den högt ansedda N. Zahles Skole. Hon avlade sin lärarinneexamen 1881 och arbetade som lärarinna vid Borgerdydskolen i Christianshavn 1883–1888, sedan vid Köpenhamns kommunala skolväsen. I anknytning till lärarinneyrket var Ankersted även fackligt engagerad: Hon var ledamot av Københavns Kommunelærerindeforening (KKL) och under kortare perioder (1905–1906 och 1910–1912) också föreningens ordförande.
Ankersted var även engagerad inom den danska kvinnorörelsen; bland annat som delegat och suppleant i Danske Kvinders Nationalråd och som aktiv medlem i Danske Kvinders konservative Forening. För den senare organisationen höll hon ett tal vid dess upprättande i vilken hon talade för kvinnors rösträtt och valbarhet till Rigsdagens båda kammare samt för att de båda könen kompletterade varandra i det politiska arbetet. Hon riktade här även skarp kritik mot både Socialdemokratiet och Det Radikale Venstre för att "ha visat så lite respekt för andras pengar, varvid den största delen har tjänats ihop genom flit och sparsamhet".

## Politisk karriär
Ankersted var partipolitiskt engagerad i det konservativa partiet Højre, det som 1915 kom att bli dagens Det Konservative Folkeparti, och var bl.a. styrelseledamot av Højres Arbejder- og Vælgerforening och från 1915 av Köpenhamns amts konservativa valförbund. I samband med att kvinnor år 1908 fick rösträtt och rätten till att kandidera vid landets kommunala val, ställde Ankersted upp vid 1909 års kommunala val och blev invald till Frederiksbergs kommunfullmäktige. Tillsammans med partikamraten Ellen Branth utgjorde hon den kvinnliga delen av partiets representation på Frederiksberg och hon innehade denna plats fram till och med 1919, då hon blev invald till Rigsdagen. Under den första mandatperioden i kommunfullmäktige upptog främst de utbildningspolitiska och sociala frågorna hennes tid i anspråk och hon satt bl.a. i budget-, social- och fattigdomsnämnderna. Hon engagerade sig också i frågor som rörde arvsrätt, ålderdomsstöd och skoltandvård.
I Danmark fick kvinnor rösträtt till- och rätten till att kandidera vid landets parlamentariska val 1918. Samma år ställdes Ankersted upp som kandidat till Folketinget, den ena av Rigsdagens två kammare, för Aarhus amt. Hon blev vald tillsammans med tre andra kvinnor: partikamraten Mathilde Malling Hauschultz, socialdemokraten Helga Larsen och Elna Munch från Det Radikale Venstre. Tiden i Folketinget blev kort för Ankersted då hon inte blev återvald 1920. En kort tid därefter valdes hon dock in i Landstinget, Rigsdagens överhus, där hon satt fram till sin död året därpå. Under sina mandatperioder i den danska riksdagens båda kammare engagerade hon sig bl.a. i utbildnings- och socialpolitik, däribland lagförslag om behandling av socialt utsatta barn och kvinnors rätt till pension.

## Övriga förtroendeuppdrag
- Ordförande av Fælleskomitéen for Feriebørns Landophold,
- Styrelseledamot av Feriesanatoriet for svagelige Kommuneskolebørn
- Styrelseledamot av Dansk Børnetandpleje.
- Styrelseledamot av Københavnske Kvinders Kaffevogne
- Styrelseledamot av Foreningen til Gadefærdselens Betryggelse
- Ledamot av Solbjerg Kirkes församlingsråd.